# USS Tucson (SSN-770)
Pour les autres navires du même nom, voir USS Tucson.
Le USS Tucson (SSN-770) est un sous-marin nucléaire d'attaque américain de classe Los Angeles nommé d'après Tucson dans l'Arizona.

## Histoire du service
Construit au chantier naval Northrop Grumman de Newport News, il a été commissionné le 18 août 1995 et est toujours en service dans l’United States Navy en 2012.